# 5391 Еммонс
5391 Еммонс (5391 Emmons) — астероїд головного поясу, відкритий Елеанор Френсіс Гелін 13 вересня 1985 року. Названий на честь Річарда Еммонса (1919-2005), професора фізики і астрономії в університеті Кента.
Тіссеранів параметр щодо Юпітера — 3,580.